# Carlos Ponce
Carlos Armando Ponce (San Juan, Portoriko, 4. rujna 1972.) je portorikanski glumac, pjevač i skladatelj.

## Rani život
Portorikanski glumac, pjevač, skladatelj i bivši TV voditelj Carlos Ponce, poznat i kao Carlitos, rođen je 4. rujna 1972. godine u San Juanu. Kao dječak glumio je u školskim predstavama i kod kuće pred obitelji, a sa šest godina počeo se pojavljivati i u TV reklamama. U tinejdžerskim danima s obitelji je preselio u Miami, gdje je ubrzo proglašen najboljim članom dramske skupine. Godine 1990. Ponce je bio prisutan na jednoj kazališnoj konferenciji, na kojoj su natjecatelji konkurirali u osvajanju stipendije. Carlos ju je osvojio i upisao se na akademiju New World School Of The Arts. Nakon toga, američka televizija (na španjolskom jeziku) Univision ponudila mu je priliku da postane domaćin emisije "Hablando" (Razgovor). To je ujedno bio i prvi ozbiljniji Carlosov TV projekt.

## Karijera
Nakon što je show došao kraju, Carlos Ponce posjetio je prijatelja u Meksiku. Ondje ga je opazio Televisin talent-menadžer, koji mu je ponudio ulogu u telenoveli Guadalupe, u kojoj su glavne uloge imali poznati meksički glumci Adela Noriega i Eduardo Yanez. Nedugo zatim Carlos je dobio prvu glavnu ulogu u karijeri, i to u telenoveli Sentimientos Ajenos, za koju je otpjevao i naslovnu temu. Zahvaljujući prethodnim uspješnicama, Carlos Ponce osvojio je dvije nagrade za najboljeg glumca: jednu je zaslužio glasovima čitatelja časopisa Eres, a drugu mu je uručio magazin TVyNovelas.
U međuvremenu, Ponce se odlučio vratiti u Miami, gdje mu je Univision ponudio mjesto voditelja novog showa Control. Domaćin emisije bio je pune tri godine i osvojio je nagradu "ACE". Nekoliko godina poslije, 2003., Carlos se pridružio showu Entertainment Tonight, u kojem je radio kao dopisnik. Iste godine zaplovio je i u filmske vode te u filmu Chasing Papi glumio samog sebe. Nakon toga uslijedile su uloge u još desetak filmova i serija te vođenje Miss Universe.
Iako je i tri godine prije toga pokušavao kao pjevač (izdao je osam singlova), Carlos Ponce se, nakon tragedije koja se zbila 11. rujna 2001. godine, pridružio grupi od čak sto latinoameričkih pjevača. Svi su se ujedinili kako bi pomogli obiteljima žrtava ove tragedije, snimivši singl "Ultimo Adios" (Posljednje zbogom). Krajem iste godine Carlosu je ponuđena uloga Adriana u telenoveli "Sin Pecado Concebido" (Ljubav bez grijeha), u kojoj je mjesto glavnog protagonista dijelio s meksičkom glumicom Angelicom Rivera.

## Privatni život
Nakon trinaest godina braka, 2010. godine razveo se od Veronice Ponce, profesionalne fotografkinje i svoje ljubavi još iz srednjoškolskih dana. Imaju dvoje sinova - Giancarlo (10 godina) i Sebastian (8 godina) te usvojene blizankinje iz Rusije, Savannah i Seinna (obje imaju 7 godina).

## Filmografija
- 2011: Dos Hogares- Dva doma  .... Santiago Ballesteros
- 2009/10: Perro Amor - Okrutna ljubav .... Antonio Brando
- 2009: Couples Retreat   .... Salvadore
- 2008: Lipstick Jungle   .... Rodrigo Vega
- 2006/07: Dame Chocolate - Tajna čokolade   .... Bruce Remington
- 2006: Break-In   .... Inspector Raddimus
- 2006: Miss Universe 2006
- 2006: Vanished  .... Raddimus
- 2006: Stranded   .... Chief Inspector Raddimus
- 2006: Just My Luck  - Peh do daske   .... Antonio
- 2006: 7th Heaven   .... Carlos Rivera (12 epizoda, 1998-2006)
- 2005: Complete Guide to Guys   .... Steve
- 2005: Meet Me in Miami  .... Luis
- 2005: Deuce Bigalow: European Gigolo  .... Rodrigo
- 2004: Eve (TV series)   .... Joe
- 2004: Maya & Miguel   .... Santiago Santos
- 2003: Karen Sisco   .... Will
- 2003: Ángel de la guarda, mi dulce compañía   .... Gustavo  "Mi dulce compañia"
- 2002: Protagonistas de la música - USA
- 2001: Sin pecado concebido - Ljubav bez grijeha   .... Adrián Martorel Ibáñez
- 2001: Once and Again   .... Giancarlo  "The Other End of the Telescope"
- 2001: Lady and the Tramp II: Scamp's Adventure
- 1998: Beverly Hills, 90210   .... Tom Savin
- 1996: Sentimientos ajenos   .... Renato
- 1994: Guadalupe

## Albumi
- 2005: Celebrando 15 Años Con
- 2003: La Historia
- 2002: Ponce
- 1999: Todo Lo Que Soy
- 1998: Carlos Ponce